# Пэттл, Мармадюк
Мармадюк Томас Сент-Джон Пэттл (англ. Marmaduke Pattle; 3 июля 1914, Баттерворт, Восточно-Капская провинция, Южно-Африканский Союз — 20 апреля 1941, Афины, Греция) — британский южноафриканский лётчик ас, принимавший участие и погибший во Второй мировой войне. Воевал в рядах британской королевской авиации (RAF). Награждён крестом «За выдающиеся лётные заслуги» (DFC).
Пэттл иногда отмечается как самый результативный лётчик войны среди пилотов Британского Содружества Наций. Если заявленные цифры верны, то число сбитых им самолётов превышает 51.

## Детство и образование
Пэттл родился в южно-африканском городе Butterworth, Восточно-Капская провинция, 3 июля 1914 года, в семье выходцев из Англии, майора Cecil William John «Jack» Pattle (род. 1884) и Edith Brailsford (1881—1962).
Он получил имя Мармадюк (Marmaduke) в честь своего деда по отцовской линии, капитана Томаса Мармадюка Пэттла (Thomas Marmaduke Pattle), который подал в отставку из Королевской конной артиллерии и эмигрировал в Южную Африку из Англии в 1875 году.
Томас стал первым военным магистром в Butterworth.
Джэк Пэттл (Jack Pattle), по стопам своего отца, вступил в британскую армию в возрасте 15 лет. Он воевал во Второй англо-бурской войне и Зулусском восстании 1906 года. Впоследствии он изучал право и стал адвокатом. В 1909 году Джак Пэттл встретил английскую медсестру Эдит Брейлсфорд, которая жила в Южной Африке с возраста 5 лет. Они поженились в 1912 году. В течение двух лет у них родились двое сыновей, Сесил (Cecil) и Marmaduke..
Мармадюк был с детства одарённым в учёбе ребёнком. Он также был способным боксёром и пловцом на длинные дистанции. Он также проявил большой интерес к механике, в частности к двигателям внутреннего сгорания, и сконструировал модели воздушных судов и других транспортных средств в возрасте 12 лет. В подростковом возрасте он стал заядлым любителем механиком, ремонтировал семейный легковой автомобиль и научился водить. Мармадюк никогда не был тружеником и прилежным учеником, но считалось что он обладал интеллектом выше среднего. В 1929 году он сдал дипломные экзамены (Junior Certificate Exam) с отличием первого класса. Диплом квалифицировал его (годным) для Graeme College, который он окончил в 1931.
Хотя он готовился к карьере горного инженера, Пэттл послал заявление для вступления в Военно-воздушные силы Южно-Африканской Республики в 1932 году и работал чернорабочим, в ожидании ответа. Несколько месяцев он работал на автозаправочной станции своего дяди.
В конце 1933 года, он работал на золотых приисках Шеба в Baberton, Мпумаланга. Работа ему нравилась и он рассматривал возможность получения степени в горной инженерии. Но вскоре, после прибытия аэроплана снабжения на шахту, его интерес к авиации вновь был стимулирован. Он напросился в полёт и получил от него огромное наслаждение. Как следствие, Пэттл раздумал стать инженером и решил искать карьеру в качестве пилота.

## Военная служба
22 марта 1933 года он был приглашён на интервью комиссии ВВС в Преторию. Будучи одним из 30 кандидатов на 3 места, он был отклонён по причине отсутствия лётного опыта. Преисполненный решимости исправить этот свой минус, он отправился в Йоханнесбург и начал брать лётные уроки. Для финансирования этой своей новой амбиции, он продолжал работать на золотых приисках Шеба. Получая удовольствие от работы, он вновь рассматривал возможность получения степени в инженерии. Его страсть к полётам пошла на убыль, но случайный прилёт транспортного самолёта вновь подогрел интерес Пэттла к авиации. В то же самое время, министерство обороны создало специальный батальон (Special Service Battalion) чтобы использовать южно-африканскую молодёжь, которая не могла найти работу по причине Великой депрессии. Он вступил в этот батальон в 1936 году, надеясь что это приведёт его к карьере в ВВС. Он получил основную подготовку и понял, что ему будет представлена возможность вступить в ВВС в качестве инструктора в конце 4-х летней службы.
Пэттл работал в этом направлении до конца 1935 года, когда ему в руки случайно попалась газета Johannesburg Star, в которой было помещено объявление британской королевской авиации (RAF), где предлагалась пятилетняя служба для курсантов по всей Британской империи. Схема расширения RAF требовала большого притока способного персонала. Пэттл решил, что карьера в RAF предоставляла лучшие перспективы, нежели стать инструктором в Южной Африке, и ответил на объявление. В начале 1936 года он был приглашён в Британию в качестве кандидата. Он полетел в Лондон за свой счёт, чтобы принять участие в процедуре отбора, где отборочная комиссия предложила ему службу в британских ВВС. Он немедленно вернулся в Южную Африку, чтобы оформить свою эмиграцию и отправился в Англию на борту SS Llandovery Castle 30 апреля 1936 года

## Карьера в RAF
Пэттл был отправлен в гражданское лётное училище в Престуик, которое было в ведении Scottish Aviation Limited. Он официально начал своё обучение 29 июня 1936 года. Он успешно сдал экзамены по теории; получил 99 процентов в стрельбе и 91 процент в лётном мастерстве. Он летал на одномоторном учебном биплане De Havilland Tiger Moth и получил свою лицензию в конце июля, отчасти потому что он был способным пилотом, а также потому что Воздушное министерство (Air Ministry) торопилось выпустить подготовленных пилотов. Он завершил своё обучение в течение двух месяцев и был классифицирован выше среднего, после того как с лёгкостью прошёл экзамены.
Пэттл был послан в Начальную лётную школу No. 10 в Ternhill, Шропшир. Он провёл 3 месяца с Эскадрильей начальной подготовки и ещё 3 месяца с Эскадрильей повышенной подготовки.
24 августа 1936 года он стал действующим офицером-пилотом (pilot officer).
В ноябре он сдал технические экзамены, получив 98 процентов в механике воздушных двигателей и 96 процентов в метеорологии, а также 95 процентов в прикладной механике.
Основная лётная подготовка подошла к концу и Пэттл получил оценку 88.5 процентов. Его повышенная подготовка началась в ноябре 1936 года на биплане Gloster Gauntlet. Он завершил своё обучение несколько позже чем планировалось, в марте 1937 года, в связи с плохой погодой. В заключительном докладе он был оценён как «исключительный» (пилот).
Пэттл был направлен в 80-ю эскадрилью RAF. Эскадрилья находилась в разгаре реформирования в Kenley, к югу от Лондона, и он смог впервые полететь на истребителе-биплане Gloster Gladiator в мае 1937 года. В июне соединение перебазировалось в Debden. Здесь лётчики практиковались в воздушных боях против эскадрилий бомбардировщиков RAF, которые совершали учебные налёты на Лондон. Во время этих учений он овладел упреждением при стрельбе. Пэттл развил свою собственную воздушную тактику. Он предпочитал нападать на больших высотах; встречать противника в лоб, ожидая когда тот отлетит, прежде чем опрокинуть и погрузить самолёт в атаку с бока или тыла врага. Он, как правило, вёл огонь очень близко к цели, чтобы убедиться что поразил своего противника. Его качества как офицера помогли ему продвинуться в звании адъютанта эскадрильи.
Одарённый лётчик и природный стрелок, он старался улучшить оба своих таланта, и делал упражнения для того, чтобы улучшить своё зрение вдаль и обострить свои рефлексы.
Он получил дальнейшее продвижение в звание офицера-пилота (pilot officer) 27 июля 1937 года.
29 апреля 1938 года Пэттл, в составе своей эскадрильи, полетел в Египет, где эскадрилье была поставлена задача оборонять Суэцкий канал.
Находясь в Египте Пэттл провёл несколько атак в качестве штурмовика, против арабских повстанцев.

## Вторая мировая война

### Северо-африканская кампания
После начала войны, эскадрилья, со своими Gloster Gladiator, перебазировалась на границу с Ливией, где в августе 1940 года Пэттл впервые оказался в реальном бою. 80-я эскадрилья получила приказ развернуть одну из своих групп (Flight (military unit)) в Сиди-Баррани, в ожидании итальянских воздушных атак. Группа «B», которой командовал Пэттл, перешла на передовой аэродром. 4 августа 1940 года Пэттл одержал свою первую победу. Сопровождая Westland Lysander, Пэттл и его группа перехватили группу из шести Breda Ba.65 159-й итальянской эскадрильи и шести Fiat CR.42 Falco из 160-й эскадрильи. Пэттл сбил Breda, но затем был атакован сопровождавшими его Fiat CR.42. Он сумел поразить один, наблюдал за его падением, но позже сам был атакован другой группой Breda и CR.42. Пэттл избежал первой их атаки, уклонившись и открыв огонь по ближайшей цели, в то время как итальянские самолёты ныряли, чтобы выиграть в скорости, поднимались, и затем вновь перехватывали Пэттла. Орудия Гладиатора глохли одно за другим, оставляя его без любой формы защиты, кроме ложных атак. После 15 минут боя, уклонившись от одного вражеского истребителя, он попал в прицел другого и был поражён. Управление рулём Пэттла было прострелено, поэтому он поднялся до 400 футов и выбросился на парашюте.
Он был сбит скорее всего итальянским асом испанской войны, лейтенантом Franco Lucchini из 90-й эскадрильи 10-й Группы" 4-го крыла (Stormo). Пэттл приземлился, притворился мёртвым, чтобы избежать расстрела. Он начал двигаться в сторону линии расположения союзников и пересёк границу в середине следующего дня. После двух дней он был спасён отрядом из 11-го британского полка «гусар», который вернул его в Сиди Баррани.
Пэттл был раздражён. Тот факт что он был сбит итальянцами, он рассматривал как пятно на своей репутации. Он решил обзавестись компасом, чтобы больше в такой ситуации не заблудиться в пустыне. Он вылетел в Александрию и купил компас, без которого более никуда не вылетал.

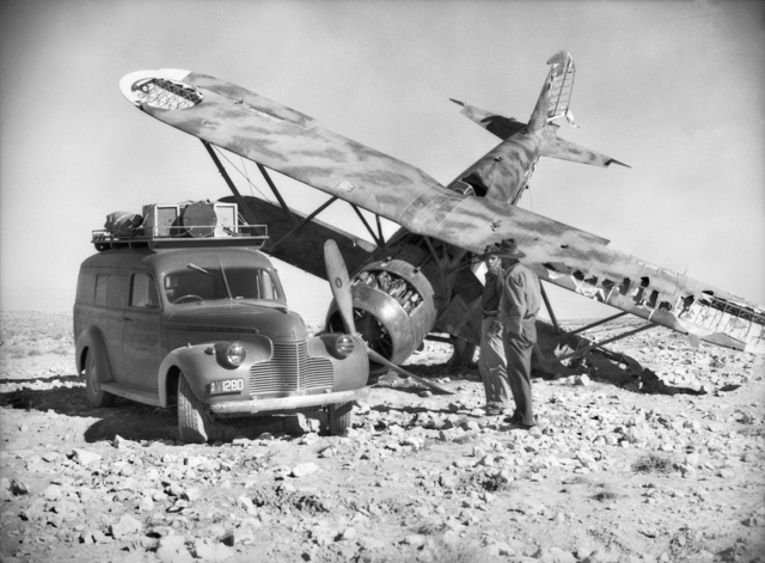
Разрушенный Fiat CR.42, Северная Африка около 1940/41. Пэттл заявил о 14 сбитых им таких самолётов—больше чем любой другой тип.

8 августа Пэттл заявил ещё о двух сбитых самолетах (ном. 3-4). Возглавляя 14 Гладиаторов 80-й эскадрильи, он внезапно атаковал 16 Fiat CR.42 из 9-й и 10-й Группы 4 крыла (Stormo) над Граб Салехом, контролируемым итальянцами. Сержанты Rosa, Dallari и Valla выбросились на парашютах. Лейтенант Querci, сержанты Gino и Poli совершили вынужденную посадку. Еще один пилот, N. Renzi, член довоенной группы высшего пилотажа 4-го крыла, был убит.
«Коротышка» Graham, бывший ведомым Пэттлом в тот день, подтвердил, что он видел два сбитых Пэттлом самолёта.
3 сентября 1940 года Пэттл был повышен до звания лейтенанта (flight lieutenant).
Тремя днями позже началось Итальянское вторжение в Египет.
Эскадрилья была вовлечена в операции непосредственной воздушной поддержки и получила приказ избегать воздушных боёв, если только не будет атакована. Пэттл случайно наткнулся на итальянский самолёт, но ограниченная скорость Гладиатора не позволила ему добиться ещё одного успеха. Пэттлу удалось повредить бомбардировщик Savoia-Marchetti SM.79 Sparviero, который ушёл выделяя чёрный дым, но Пэттл не смог перехватить его. Скорость Savoia-Marchetti S.79 постоянно позволяла им уходить от истребителей RAF.
Эскадрилья была отозвана в Хаббанию, для переоснащения двигателями Mark II, но затем получила приказ направиться в Грецию, которая подверглась итальянскому вторжению.

## Греция

### Греко-итальянская война
В конце октября 1940 года итальянские войска вторглись в Грецию.
Греческие войска отразили нападение, нанесли итальянцам поражение в сражениях на Пинде (28 октября-13 ноября) и при Элеа Каламас (2-8 ноября) и перенесли военные действия на территорию Албании.
Победы греческой армии в этой войне стали первыми победами армий антифашистской коалиции над странами оси.
Греческие ВВС насчитывали только 79 устаревших самолётов против 380 самолётов итальянской Regia Aeronautica, но в целом успешно справлялись с поставленными задачами.
В ноябре 80-я эскадрилья RAF была переброшена в Грецию, чтобы оказать поддержку наступавшей греческой армии и малочисленным ВВС Греции. 16 ноября 1940 года эскадрилья с новыми Гладиаторами прибыла в Афины и первоначально обосновалась на аэродромах севернее греческой столицы. Пэттл приземлился на аэродроме города Элефсис, в 25 км к западу от Афин. Организационные вопросы заняли всего лишь несколько часов и эскадрилья перебазировалась на аэродром фессалийского города Трикала, в относительной близости к греко-албанской границе, которую уже перешла наступающая греческая армия.
Здесь Пэттл добился значительных успехов. 19 ноября 1940 года, Пэттл вместе с 8 другими пилотами из 80-й эскадрильи атаковали самолёты Fiat CR.42 и Fiat G.50 около итальянского аэродрома в албанском Корча. В этом бою RAF заявили о 9 победах и 2 возможно повреждённых самолётах, в то время как 160-я итальянская Независимая группа (Gruppo Autonomo) заявила о 3 потерянных Fiat CR.42 и 1 повреждённом, а 355-я эскадрилья потеряла один G.50.
Погибли 4 итальянских лётчика, в то время как RAF потерял 1 Гладиатор.
Пэттл заявил, что сбил два CR.42 в этом бою—его ведомый Heimar Stucky свидетельствовал, что самолёты горели в непосредственной близости к Корча и что пилоты были убиты. Орудия Пэттла заглохли во время боя и он был вынужден прекратить бой. Пэттл также отметил низкую скорость Гладиатора против Fiat G.50 Freccia. Итальянские пилоты могли легко обгонять Гладиаторы, когда превосходили их в числах. Его рапорты также отмечали неэффективность огня итальянцев, которые открывали огонь и ретировались с слишком большой дистанции.
Восстановив давление в своём орудии, Пэттл обнаружил одинокий G.50. Хотя он признавал его преимущества, он был убеждён в своём лётном мастерстве. Он расположил Гладиатор ниже и впереди итальянского истребителя, чтобы спровоцировать итальянского пилота, но не смог убедить его принять бой.
Между 27-29 ноября Пэттл заявил о 4 победах. Сопровождая бомбардировщики Bristol Blenheim, Пэттл перехватил 3 самолёта SM.79 и разделил уничтожение двух из них с 11 другими пилотами. 29 ноября он заявил о повреждении двух самолётов, но разделил этот успех с пилотом William Vale.
2 декабря он объявил о двух победах (ном 7-8). В районе города Гирокастра Пэттл сбил итальянский разведывательный биплан IMAM Ro.37 из 42 эскадрильи. Итальянский пилот и его наблюдатель были убиты. Вечером того же дня Пэттл сбил ещё один Ro.37 около города Premet. Итальянские пилот и наблюдатель были убиты.
4 декабря 1940 года, RAF завили о 9 уничтоженных Fiat CR.42 и двух возможно уничтоженных. Пэттл — чей самолёт был поражён в главный топливный бак и стойку крыла—заявил о сбитых им трёх CR.42 плюс ещё один как возможная победа—он видел две из своих жертв выбросившихся из самолётов.
Однако согласно итальянским рапортам, 150-я Группа, которая была вовлечена в этот бой, потеряла только два CR.42. В бою погибли лейтенанты A. Triolo и P. Penna.
Между тем, греческая армия, развивая своё наступление в Албании, одержала победы над итальянцами при Химаре (13-22 декабря 1940) и в ущелье Клисура (6-11 января 1941 года).
Пэттл достиг дальнейших успехов 20 декабря 1940 года. В этот день он одержал свои 12-ю и 13-ю воздушные победы. Прикрывая отход бомбардировщиков Blenheim из 211-й эскадрильи RAF над сектором Клисуры, он пропустил встречу с бомбардировщиками. Вместо этого, Пэттл решил патрулировать между городом Тепелена и Клисурой. Он перехватил группу сопровождаемых SM.79 и атаковал их до того как их эскорт смог отреагировать. Он сбил один в ходе лобовой атаки. Экипаж выбросился на парашютах и бомбардировщик разбился около Тепелена. 2 Гладиатора были повреждены и удалились. Вскоре он заметил группу более медленных Savoia-Marchetti SM.81 Pipistrello. Он израсходовал все свои боеприпасы и наблюдал за попыткой итальянского пилота совершить вынужденную посадку. Эта попытка была неудачна - бомбардировщик врезался в дерево и развалился на куски в 15 милях от Клисуры. Лейтенант A. Berlingieri и его экипаж из 104 группы погибли.
21 декабря он сбил CR.42, но в этот день погиб командир эскадрильи Hickey, который выбросился на парашюте, но затем был расстрелян в воздухе. Был также убит офицер Ripley — Пэттл засвидетельствовал его смерть. В ответ эскадрилья заявила о нескольких победах. 15-я и последняя победа Пэттла на Гладиаторе была объявлена 9 февраля 1941 года.
Между этими датами, 28 января 1941 года ему была засчитана третья доля в уничтожении одного CANT Z.1007 Alcione и половина доли в уничтожении Fiat BR.20 Cicogna.
Как признание его боевых заслуг, 11 февраля 1941 года, Пэттл был награждён Крестом «За выдающиеся лётные заслуги» (DFC).
20 февраля 1941 года 80-я эскадрилья была переоснащена новой моделью Hawker Hurricane Mk I.
В этот день, Пэттл, на Hurricane Mk I V7724, возглавил группу шести Hurricane, сопровождая 16 лёгких бомбардировщиков Blenheim-8 из 84-й эскадрильи RAF, 6 из 211-й эскадрильи и 3 из 30-й эскадрильи RAF—в Берат.
Итальянские Fiat G.50 из 361 и 395 эскадрилий были подняты с аэродрома Берата, но были атакованы британскими Hurricane. Пэттл повёл свою группу прямо на 4 Fiat G.50 и избрал ведущий самолёт в качестве своей личной цели. Это был первый раз, когда он открыл огонь из 8 орудий Hurricane, и G.50 взорвался. Fiat G.50 был из 154-й итальянской Gruppo и это была первая победа Патта на Hurricane. Итальянский лейтенант L. Basse погиб.
Ещё один CR.42 был сбит Пэттлом 27 февраля 1941 года—это была его 17-я победа. При этом топливный бак его Hurricane был пробит.
28 февраля британские пилоты в Греции отметили свой самый большой боевой успех.
80-я эскадрилья заявила о 27 сбитых итальянских самолётов в течение 90 минутного боя, причём без собственных потерь.
Пэттл лично заявил о трёх сбитых Fiat CR.42 менее чем за 3 минуты.
Однако итальянская Regia Aeronautica заявила, что в этот день она потеряла только один CR.42 (согласно итальянскому пилоту C. Ricci, участнику этих боёв) плюс 4 Fiat BR.20 и 2 G.50.
Итальянцы заявили о сбитых ими 6 Гладиаторов и одного Supermarine Spitfire—типа самолётов который появился на Средиземноморском театре войны не раннее марта 1942 года—в то время как англичане признают что только один Гладиатор из 112-й эскадрильи был потерян, в то время как 2 бомбардировщика Blenheim, атакованные итальянскими CR.42 были разрушены при вынужденной посадке возвращаясь на базу. В предыдущем бою, к югу от города Влёра, Пэттл вернулся на базу с ветровым стеклом покрытым маслом сбитого им вражеского бомбардировщика. Он насчитывал теперь 21 воздушных побед.
4 марта 1941 года, Пэттл заявил о 3 сбитых им истребителях Fiat G.50 (ном. 22-24) из 24-й итальянской Gruppo. В этот день, другой британский ас, австралиец Найджел Каллен, был его ведомым. Сопровождая бомбардировщики Blenheim атаковавшие итальянские военные корабли, пара перехватила одинокий G.50. Пэттл сбил Fiat, который разбился в горах к северу от города Химара. Он потерял Каллена, но предположил, что австралиец ушёл в поисках другого вражеского самолёта. Продолжив полёт в одиночку в сторону Влёры, Пэттл сбил ещё один одинокий G.50, который упал в море к юго-западу от Влёры. После этого он ввязался в третий аналогичный бой над гаванью Влёры и заявил о третьем сбитом самолёте и утверждал, что тот упал горящим на западной стороне мыса. После своего возвращения на базу, Пэттл был информирован, что Каллен пропал без вести. Пэттл и эскадрилья сочли что он, скорее всего, был сбит и погиб.

### Военно-политические события начала 1941 года
Греческие победы делали вероятным вмешательство Германии для спасения своего незадачливого союзника. Поскольку в войне с Италией Греция превзошла свои ограниченные людские и материальные ресурсы, на случай немецкого вторжения, с 5 марта 1941 года из Египта в Грецию начали прибывать британские части - две пехотные дивизии, 1 бронетанковая бригада и 9 авиационных эскадрилий.
Союзники (за исключением авиации) не принимали участие в военных действиях против итальянцев, а заняли вторую линию обороны по реке Альякмон в Западной Македонии и севернее горы Олимп в Центральной Македонии.
Греческие генералы М. Дракос, Д. Пападопулос и Г. Космас, считая что это был лишь шаг геополитики, выразили своё возражение о целесообразности пребывания на греческой территории столь слабых британских сил. Они сочли, что эти маленькие силы могут стать лишь поводом и оправданием для немецкого вторжения. Генералы считали, что греческие войска должны были оставлены самими отразить немецкое вторжение и «пасть на поле боя и чести» перед колоссальным в числах и средствах врагом, но лишить его «любого» якобы дипломатического или военного оправдания. В любом случае, маленький британский корпус, лишённый достаточной воздушной поддержки, не мог оказать существенной помощи греческой армии. Заявление трёх генералов стало поводом их отставки 7 марта 1941 года, за месяц до немецкого вторжения.

### Командир эскадрильи

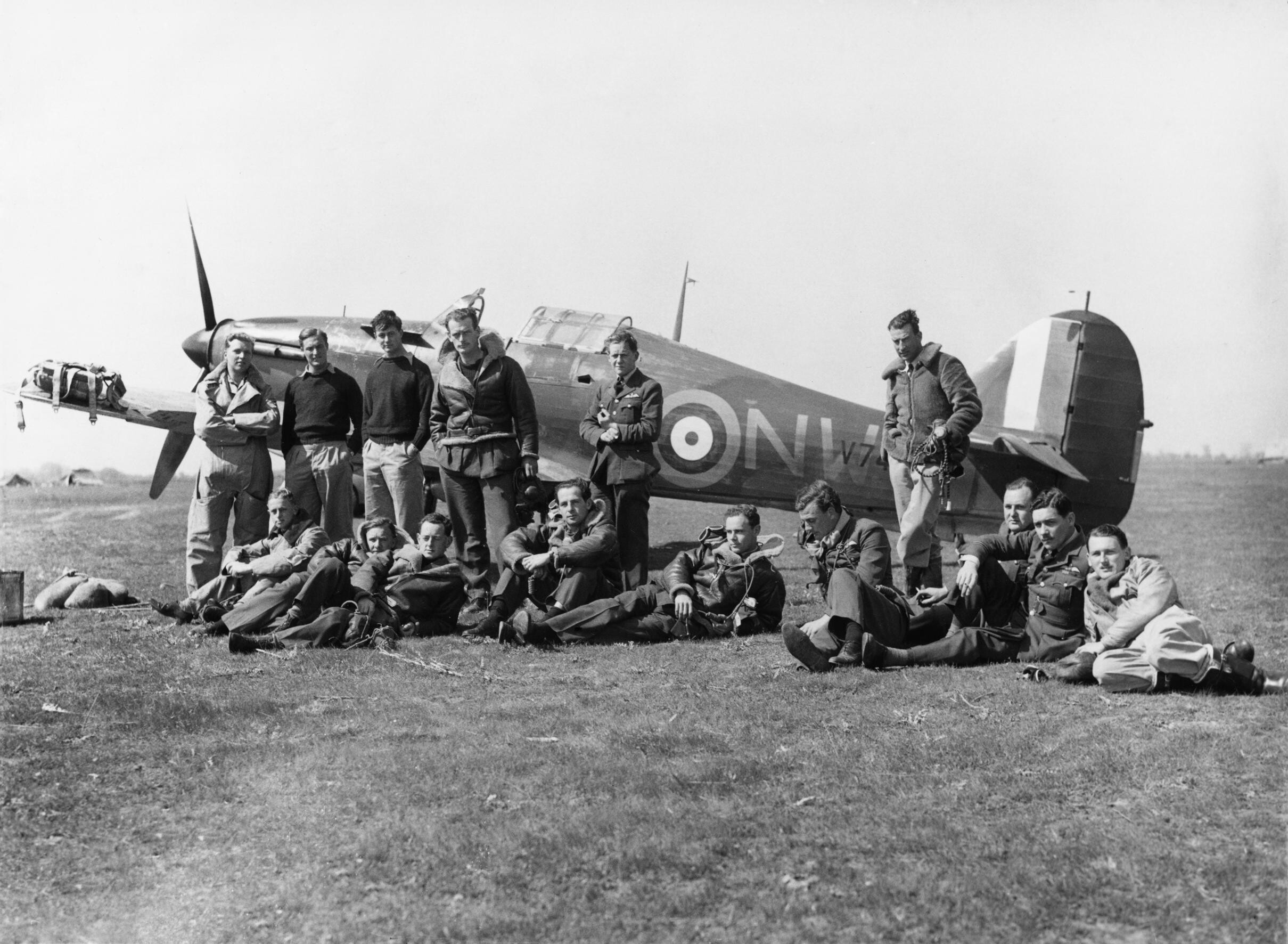
Пэттл (шестой справа, опираясь на свой левый локоть), с 33-й эскадрильей, 1941.

12 марта 1941 года Пэттл был повышен в звание командира эскадрильи (squadron leader) и был назначен командиром вновь прибывшей 33-й эскадрильи. Он отправился в Элефсис.
Пэттл сразу впечатлил состав 33-й эскадрильи. Состав эскадрильи был возмущён, многие из её ветеранов верили, что вместо Пэттла мог бы быть назначен кто-то из их числа. Он собрал пилотов и сделал заявление о своих намерениях:
Это мой первый командный пост. Я намерен сделать его успешным. Вы хорошо проявили себя в пустыне, но вы не являетесь хорошей эскадрильей. Хорошая эскадрилья выглядит умной….Ваши полёты, по моим стандартам, рвань. Лётная дисциплина начинается, когда вы начинаете рулить и не заканчивается, пока вы не выключите свой двигатель. В будущем вы будете рулить группой, взлетать группой, и приземляться группой всегда, если только ваш самолёт не был повреждён, или в чрезвычайной ситуации
После лекции, Пэттл взял офицера P. Newton для демонстрации практики ближнего воздушного боя. Эскадрилья наблюдала. Они поднялись на высоту 10,000 футов отдельно и затем начали лобовую атаку, так что никто из них не имел преимущества. Вскоре Пэттл сел на его хвост и Ping не смог сбросить своего командира с хвоста. Пэттл подверг критике пилота за чересчур мягкое управление рычагами и призвал своих пилотов быть более грубыми с ними в бою. В течение недели, постоянная практика сформировала эскадрилью в эффективную команду. Он произвёл впечатление на своих пилотов ещё одной критической мыслью о своём подходе к бою:
Вы должны быть агрессивными в воздухе, но не до степени безрассудства. Всегда будьте готовы взять на себя инициативу, но только тогда, когда вражеский самолёт находится в невыгодном положении. Вы должны быть готовы реагировать инстинктивно в любой ситуации и вы можете сделать это, если вы будите бдительны и физически и психически. Хорошие глаза и идеальная координация рук и ног имеют важное значение. Полёт самолёта в бою должен быть автоматическим. Ум должен быть свободным думать что делать; он никогда не должен быть затуманен мыслью как это должно быть сделано
Тем временем (9-16 марта 1941 года) греческая армия отразила попытку итальянцев переломить ход войны в Весеннем наступлении.
23 марта Пэттл вылетел в свою первую миссию с 33-й эскадрильей, которая стала базироваться в городе Лариса. Они сопровождали бомбардировщики Blenheims из 84-й эскадрильи над горами Пинд и над Эпиром. При поддержке Гладиаторов 112-й эскадрильи, они летели совершить налёт на Берат. Однако облака были низкими и густыми и они спустились ниже их, на высоту 1,900 футов. Бомбардировщики атаковали, но два Hurricane получили тяжёлые повреждения огнём с земли. Один из пилотов эскадрильи был сбит итальянским Fiat G.50 и выбросился на парашюте—итальянцы исчезли прежде чем они смогли бы ответить. В полдень Пэттл был информирован о намерении атаковать хорошо защищённый аэродром в Fieri. На высоте 25,000 футов они были перехвачены и начался близкий воздушный бой с истребителями G.50 и Macchi C.200 Saetta. Только Пэттл и ещё один Hurricane атаковали аэродром. Разъярённый Пэттл жёстко выругал своих пилотов за невыполнение их основного задания. Вероятно, что Пэттл сбил один истребитель и продолжил полёт к аэродрому, над которым сбил ещё один самолёт — его 25-я победа — а также уничтожил 3 самолёта на земле.

### Немецкое вторжение
Адольф Гитлер решил положить конец греко-итальянской войне. К тому же итальянские неудачи позволили англичанам закрепиться на континенте слишком близко к месторождениям его союзника, Румынии.
Одновременно Гитлер решил разрешить и югославский политический кризис. Греческая и Югославская операции начались в один и тот же день, утром 6 апреля 1941 года.
Вермахт вторгся в Грецию с территории союзной немцам Болгарии.
33-я эскадрилья была немедленно приведена в боевую готовность. В полдень Пэттл приказал установить патрулирование истребителей над Рупельским перевалом в Болгарии, оказывая поддержку немногочисленным греческим частям, защищавшим Линию Метаксаса на греко-болгарской границе.
Здесь состоялась его первая встреча с Люфтваффе. 33-я эскадрилья атаковала 20 Bf 109 и заявила что сбила 5 из них, без потерь. Пэттл заявил о двух своих победах над Bf 109E при Рупельском перевале — Обер-лейтенант A. Becker был убит, лейтенант K. Faber был взят греческими солдатами в плен. Это были 26-я и 27-я победы Пэттла.
Последующие детали счёта его побед отличаются, поскольку все записи были уничтожены.
На следующий день он сопровождал бомбардировщики 11-й эскадрильи RAF. Только один вражеский самолёт был обнаружен Пэттлом, хотя никто из эскадрильи не увидел его. Он оставил своих пилотов, чтобы заняться вражеским самолётом. Тридцатью секундами позже они стали свидетелями взрыва и CR.42 упал на землю, в то время как Пэттл вновь присоединился к ним. Считается, что он атаковал разведывательный Dornier Do 17 из Sturzkampfgeschwader 2 («крыло штурмовиков 2»), который был заявлен Пэттлом как уничтоженный, хотя скорее всего самолёт вернулся за немецкие линии повреждённым.
8 апреля, несмотря на плохую погоду, Пэттл возглавил атаку на болгарский город Петрич на греко-болгарской границе и уничтожил несколько вражеских самолётов на земле.
Воздушная война усилилась после периода плохой погоды, и Люфтваффе начал оказывать сильное давление на коммуникации наземных союзных сил. 9 апреля Пэттл заявил, что он повредил один Junkers Ju 88 (в действительности Do 17). Он оставил горящую машину, исчезнувшую в облаках. Пэттл получил подтверждение, что самолёт разбился.
Тем временем на земле события развивались стремительно.
Германская армия, вторгшаяся в Грецию из Болгарии, не смогла с ходу взять Линию Метаксаса приступом. В течение 4 дней, несмотря на массированный артобстрел и использование штурмовой авиации и рукопашных боёв в туннелях, немцы не могли занять господствующие позиции греческой линии обороны.
Это вынудило Гитлера заявить, что «Историческая справедливость обязывает меня заявить, что из всех противников, которые нам противостояли, греческий солдат сражался с наибольшим мужеством..».
Не сумев пробиться через греко-болгарскую границу, 2-я танковая дивизия вермахта (18-й корпус), совершив обходной манёвр, пересекла болгаро-югославскую границу 8 апреля и, не встретив здесь значительного сопротивления, через практически не прикрытую греко-югославскую границу и долину реки Аксиос вышла к Фессалоники 9-го апреля, отсекая таким образом группу дивизий Восточной Македонии (4 дивизии) от греческой армии в Албании, продолжавшей сражаться против итальянцев. 
10 апреля Пэттл вылетел сопровождая 11-ю эскадрилью бомбардировщиков Blenheim в их задании над югославским Betjol. Они были атакованы группами истребителей Messerschmitt Bf.110 и Bf 109. Пэттл сбил Bf 110 и Bf 109, чей пилот выбросился на парашюте.
На земле союзные силы были разбиты в непродолжительном бою (11-12 апреля) на второй линии обороны при Веви, и британский экспедиционный корпус начал своё отступление.
Прикрывая греческие войска из Ларисы, Пэттл заявил о сбитых им Do 17 и SM.79 (и повреждённом Bf 109), что стало его 35-й и 36-й воздушными победами. Перехваты стали более трудными после падения порта Фессалоники. Наблюдателям в порту удавалось до того позвонить его операционникам, чтобы предупредить его о приближении вражеских самолётов над горой Олимп. Пэттлу пришлось послать пару истребителей для патрулирования региона, которые помогли создать элементарную систему предупреждения. Эффект был небольшим, потому что было мало времени для предупреждения о надвигающихся атаках. Немцы, действуя теперь с передовых аэродромов, часто проскальзывали незамеченными. 13 апреля Пэттл был свидетелем налёта 15 Bf 109 во время взлёта трёх Hurricane. Два ветерана-пилота были сбиты в очень коротком бою, в ответ были сбиты 2 Bf 109. Пэттл организовал поиск пилотов Hurricane и нашёл один истребитель с парашютом рядом, но не пилота. Один из немецких лётчиков выбросился из своего самолёта и Пэттл с ужасом наблюдал за тем как греческие солдаты, охранявшие аэродром, застрелили его когда он спускался на своём парашюте. Один из Bf 109 совершил вынужденную посадку. Пэттл приказал чтобы никто не приближался к Bf 109, на случай если тот был начинён взрывчаткой. Пилотом немецкого самолёта вероятно был Hans-Jakob Arnoldy.
Пэттл заявил 4 победы за 5 вылетов 14 апреля, - были сбиты Bf 109, Ju 88, Bf 110 и последним  итальянский SM.79.
Тем временем, недалеко от аэродрома Пэттла, в Трикала, 15 апреля, в Великий вторник 15 апреля 1941 года, остававшиеся в распоряжении греческих ВВС истребители дали свой последний бой как организованное соединение. Их было всего 12 (5 Gloster Gladiator из 21-й эскадрильи, 5 PZL P.24 из 22-й, 2 Bloch MB.150 из 24-й), в силу чего и исходя из древней греческой мифологии историографы греческой авиации часто именуют их пилотов «двенадцатью богами». В схватке против 20 Junkers Ju 87 и 20 Messerschmitt Bf.109, сбив 2 (или даже 4) Ju-87 и 2 Bf-109, соединение перестало существовать. Погибли пилоты Кутрубас и Георгиос Моккас.
В Великую пятницу Пэттл возглавил свою эскадрилью против немецких бомбардировщиков, которые минировали гавань города Волос. Он сбил Ju 88 и Heinkel He 111 над морем, что стало его 33-й и 34-й воздушной победой.
Прибывший в Ларису офицер ВВС из командования британскими силами в Греции John D’Albiac, предупредил его о распаде линии обороны союзников на севере, после чего Пэттл срочно эвакуировал свою эскадрилью в Элефсис.
Во время перелёта Пэттла лихорадило от высокой температуры. Тем не менее, 19 апреля он вновь взлетал и принял участие в нескольких миссиях. Лихорадка переросла в грипп и его состояние ухудшилось. Однако он не хотел, чтобы эскадрилья знала о его болезни, опасаясь, что это могло оказать негативный эффект на моральное состояние личного состава. Офицер Tap Jones, принявший командование 80-й эскадрильей, посетил Пэттла накануне и отметил, что он сильно похудел. Джонс помог ослабевшему Пэттлу надеть его лётное снаряжение. Джонс действовал в качестве командира крыла, но не запретил Пэттлу участвовать в операциях.
В этот день Пэттл заявил о 6 победах—3 Ju 88 и 3 Bf 109—плюс доля в сбитом Henschel Hs 126 и двух вероятно сбитых самолётов (Ju 88 и Bf 109). Бой с самолётами Bf 109 произошёл между аэродромами Элефсис и Танагра. Пэттл совершил Переворот Иммельмана, что позволило ему занять позицию сзади и выше Мессершмиттов и сбить 3 из них. 33-я эскадрилья заявила о 4 сбитых Bf 109. Германский ас Kurt Ubben был среди сбитых пилотов, приземлился на территории ещё контролируемой союзниками, но был подобран немецким малым разведывательным самолётом Fieseler Fi 156 Storch.

#### Смерть над гаванью Пирея

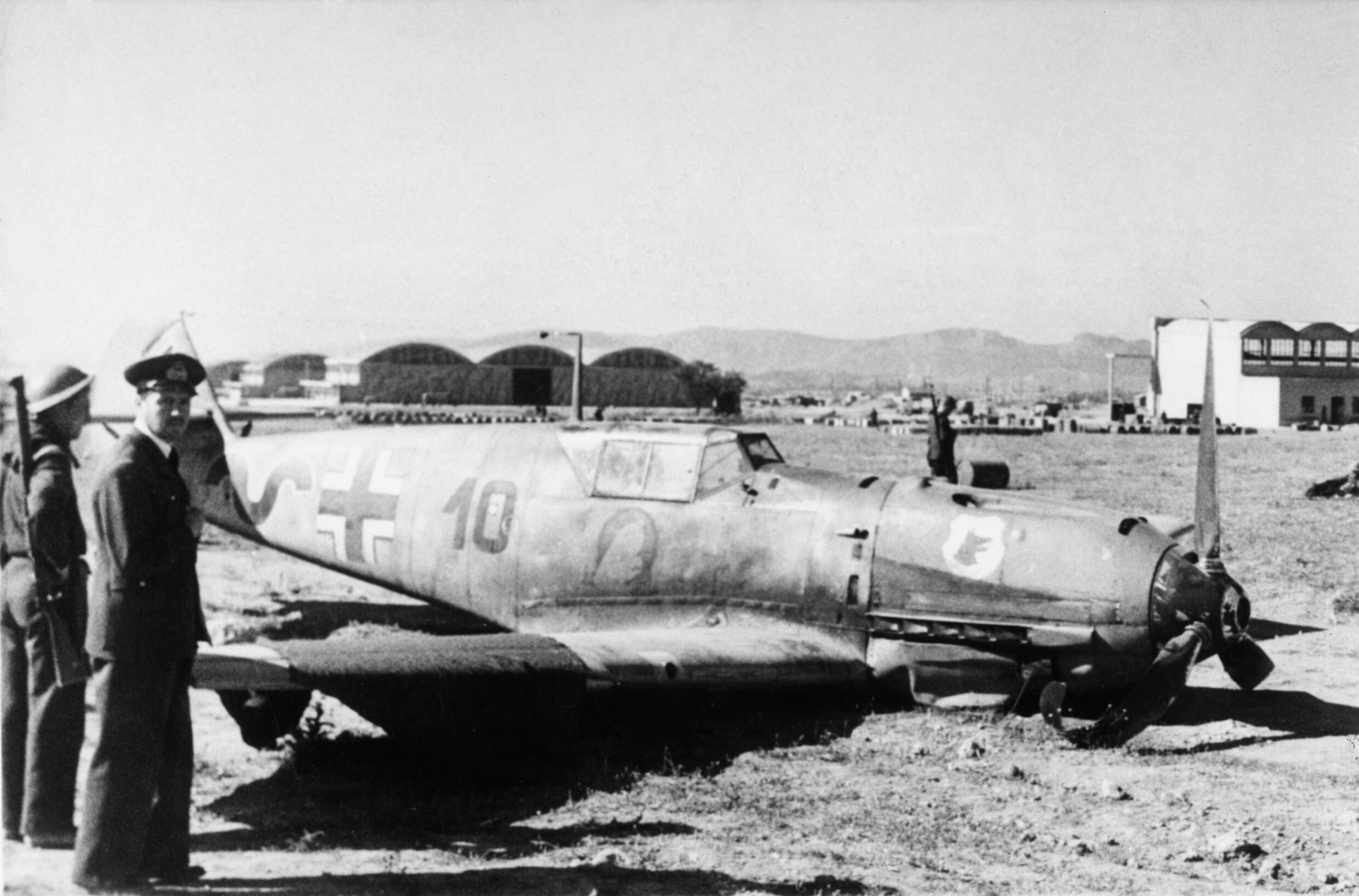
A JG 77 Bf 109: считается что это 47-я жертва Пэттла. Унтер-офицер Fritz Borchert был взят в плен.

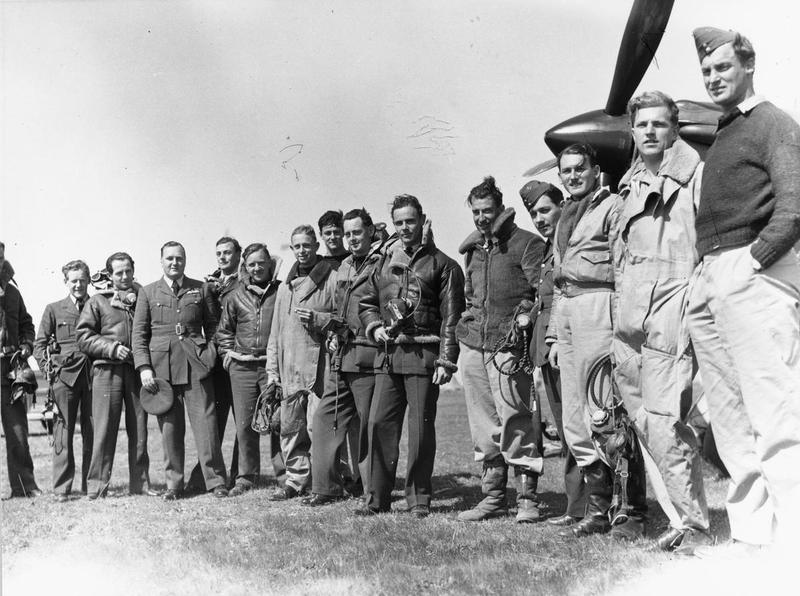
33-я эскадрилья: Пэттл, (6-й справа), в Греции, 1941. Timber Woods (9-й справа).

На заре 20 апреля 1941 года немцы уже знали, что греческие и британские силы начали предварительную эвакуацию из портов южной Греции. Люфтваффе предприняла значительные атаки против этих гаваней и пунктов, в попытке предотвратить эвакуацию. В воскресенье 20 апреля — 52-й день рождения Гитлера — Люфтваффе произвела массовую атаку против греческих и союзных судов в гавани Пирея. Рано утром, примерно в 05:00, большие соединения немецких самолётов появились над греческой столицей. Остававшиеся в регионе соединения союзных истребителей обязались защитить союзные корабли в воздушном бою, который стал известным как «Бой над Афинами». Не более 15 Hawker Hurricane, все наличные союзные воздушные силы в Греции на тот момент приняли участие в серии оборонительных миссий над Афинами.
Пэттл вылетел несколько раз в это утро, продолжая страдать от высокой температуры и лихорадки. Он сбил Ju 88 и два Bf 109 во время утреннего перехвата. Одна из его жертв, Bf 109 из немецкого III./JG 77 совершил вынужденную посадку в Ларисе. Успех Пэттла довёл число его побед до 47-49.
В 17:00 надвигался ещё один налёт. Он увидел сигнализацию бомбового налёта, лёжа на диване и дрожа под одеялом. Он детально ознакомился с поставленной задачей, но во время брифинга около 100 немецких бомбардировщиков, с сопровождающими их истребителями, атаковали греческую столицу, стремясь потопить союзные корабли в гавани. Он побежал к своему Hurricane.
Его адъютант, George Rumsey, пытался остановить его, но Пэттл был полон решимости взлететь. По пути к своему истребителю он едва избежал смерти от атаки низко летевшего Bf 110. Он взлетел через несколько минут, набрал высоту и направился к пирейской гавани на высоте 20 000 футов.
В это время другие Hurricane уже вели бой с самолётами Bf 110 из немецкого Zerstörergeschwader 26 (ZG 26). Ирландский ас Timber Woods атаковал группу Bf 110, летевшую выше него.
Один из Bf 110 отделился от группы и нырнул на пилота RAF.
Пэттл инстинктивно, зная, что немецкий пилот получил преимущество и что ирландский пилот действовал по-дурацки, нырнул в направлении к Bf 110. Он перехватил Bf 110, зная, что тот, вероятно, тоже будет преследовать ирландского пилота и нападать не него сзади. Ему удалось сбить немца, но тому все же удалось расстрелять Hurricane ирландского пилота, погибшего при падении самолета в гавани.
Пэттл избежал немецкой контратаки и поднялся вместо того, чтобы снизиться, поскольку в этом Bf 110 превосходили Hurricane. Он открыл огонь по другому Bf 110 и избежал столкновения с третьим. Никто из пилотов RAF не видел наверняка, как Пэттл погиб. Jimmy Kettlewell, из эскадрильи Пэттла, появился на этом месте после победы Пэттла. Он увидел одинокий Hurricane падающий в море, его пилот склонился над управлением и пламя охватило отсек мотора.
Два Bf 110 продолжали вести огонь по нему. Пользуясь случаем, он перехватил и сбил один из них, наблюдая за тем, как немецкий самолёт и Hurricane упали в море одновременно. Kettlewell не уточняет судьбу немецкого экипажа—это была его пятая победа, сделавшая его асом.
Вероятно, жертва Kettlewell'а была одним из двух потерь немецкого 5./ZG 26: Bf 110E, Wrk Nr. 4272, обер-фельдфебеля G. Leinfelder и унтер-офицера F. Beckel погибших в бою или Bf 110E, Wrk Nr 4299, оберлейтенантов K. Specka и G. Frank. Третий Bf 110 совершил вынужденную посадку с серьёзными повреждениями. Kettlewell был сбит и ранен в том же бою.
Записки выживших указывают что заявленные в немецких победах включают капитана T. Rossiwall и оберлейтенанта S. Baagoe, которым были засчитаны сбитые Hurricane, доведя их победный список до 12 и 14 соответственно. Baagoe погиб в бою через месяц, 14 мая 1941 года. Нельзя сказать наверняка, кто из них сбил Пэттла, поскольку ещё 3 немецких пилота заявили о сбитых ими самолётах в этом бою.
Один из пилотов 80-й эскадрильи, принявших участие в этом бою, Роальд Даль, пишет, что 5 Hurricane были сбиты в разных воздушных боях в этот день, четыре пилота погибли; одним из них был Пэттл

## Список побед
Хотя большинство побед Пэттла были заявлены, когда он летал на Hurricane, как минимум 15 побед были достигнуты им на Гладиаторах.
Недавние исследования касательно заявленных побед Пэттла показывают что как минимум 27 из них могут быть непосредственно связаны с конкретными итальянскими и немецкими потерями, в то время как только шесть заявленных побед не отмечены в потерях авиаций Оси.
Другие исследования посвящённые истории немецких бомбардировочных соединений, некоторые из которых приняли участие в воздушных боях против соединения Пэттла, обращают внимание на тот факт, что 97-98 процентов всей немецкой первичной документации принадлежавшей Люфтваффе была утеряна или в результате союзных бомбардировок или в результате приказа Геринга уничтожить все документы в первой неделе мая 1945 года. Это затрудняет любые исследования о немецких потерях.
Пэттлу временно засчитано 50 воздушных побед (и две разделённых), 7 (и одна разделённая) вероятных побед, и 4 (и два разделённых) повреждённых самолёта.
Вполне вероятно, что он уничтожил как минимум 40 вражеских самолётов, число которых его биограф Edgar Baker указывает в списке составленном на основании полу-официальных отчётов и журналов.
Baker  утверждает что настоящая цифра может быть выше, в связи с невозможностью для послевоенных исследователей определить точную цифру, по причине утраты или уничтожения британских документов при отступлении из Греции или в течение последовавшей тройной, германо-итало-болгарской, оккупации страны.

## Память
Пэттл отмечен на Мемориале в Эль-Аламейне, вместе с другими 3,000 лётчиками Британского Содружества Наций погибшими на Ближневосточном и Средземноморском театрах военных действий Второй мировой войны, и у которых нет известной могилы.
Маршал авиации Sir Peter Wykeham, вспоминает:
«Пат Пэттл был естественным. Некоторые пилоты истребителей летали недолго, потому что они были слишком вежливыми со своими воздушными судами; другие были успешными потому что загоняли их до полусмерти. И их победы сопровождались сожжёнными двигателями, оторванными заклёпками, растянутой проволокой, сморщившимися крыльями. Но Пат был чувствительным пилотом, который считался со своей машиной, но, каким-то образом получал от неё больше, чем кто-либо другой, и возможно больше, чем она могла дать.»
Пэттл упоминается во второй автобиографии Роальда Даля, Going Solo. Он летал с Пэттлом в Греции и именовал его «самым великим лётчиком-асом Второй мировой войны».